# تاریخ گیلان در دوره صفویه

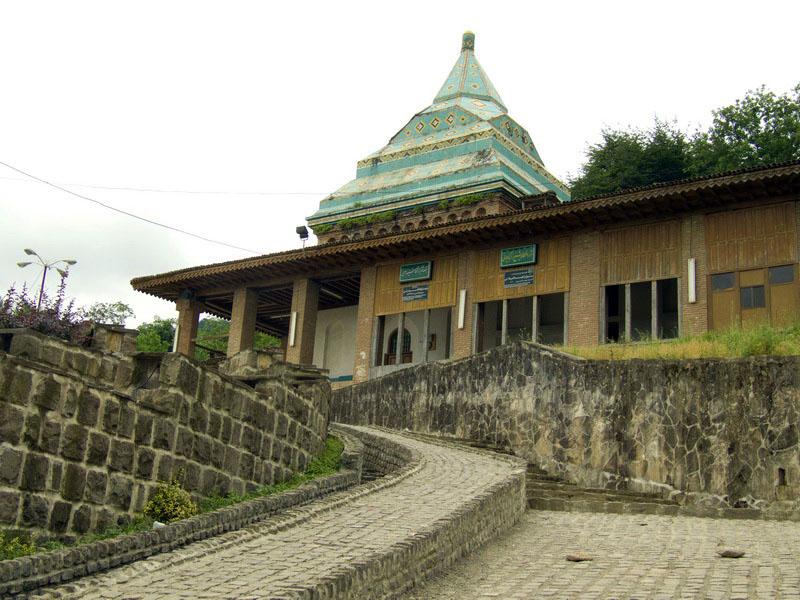
مقبرهٔ منسوب به شیخ زاهد گیلانی، پدر همسر و استاد شیخ صفی الدین اردبیلی نیای بزرگ دودمان صفویان، در لاهیجان

این مقاله به تاریخ گیلان در دوره صفویه می‌پردازد.
گیلان به‌طور سنتی از سوی مردم بومی به عنوان سرزمینی شامل دو منطقه مجزا که به وسیله سفیدرود از هم جدا می‌شوند شناخته می‌شود. نویسنده حدودالعالم از مردم دو منطقه با عنوان این سوی رودیان و آن سوی رودیان نام می‌برد و روی شخصیت ستیزه‌جوی مردانش تأکید می‌کند، که در نبردهای بین روستاها که تا زمانی که سن بالا، آنان را به متعصبانی مذهبی تبدیل کند، تنها پیشه آنهاست، ظاهر می‌شود. منابع جدیدتر عمدتاً به لغتهای محلی بیه پیش و بیه پس اشاره می‌کنند. (واژه گیلکی بیه به معنای آب، بازمانده‌ای از لغت قدیمی ایرانی آو است.)
مناطق عمده حاکمان خودشان را داشتند که اغلب در حال جنگ با همدیگر بودند اما با هم همکاری می‌کردند تا از نزدیکی به قدرت‌های خارجی دوری کنند. کوه‌های بلند با گذرگاه‌های باریک پرپیچ و خم، جنگل‌های غیرقابل تسخیر، باران‌های فراوان، و اقلیم نامناسب، موجب می‌شد فاتحان قدرتمند، خیال کنند عاقلانه‌است تا به یک نشانه اتحاد (مثلاً بازدید از بارگاه)، و پرداخت منظم خراج، قناعت کنند؛ بنابراین گیلان تا زمانی که موفق می‌شد یک حکومت خودمختار بماند، منطقه‌ای شد مطلوب پناهندگان سیاسی، از جمله شاه اسماعیل صفوی که در جوانی و پیش از رسیدن به قدرت به مدت ۶ سال در گیلان پناهنده شد.
در اواخر سده ۱۵ و اوایل سده ۱۶ میلادی، گیلان تحت سلطه اعضای دو خاندان محلی بود. بیه پس (به مرکزیت فومن؛ و بعداً رشت)، یک منطقه سنی، که توسط امیره دباج شفیعی از خاندان دباج/عشقوند اداره می‌شد، که اصل و نسب اش را به پادشاهان ساسانی و پیش از آن می‌رساند، و در همان زمان، ادعای‌تبار از اسحاق نبی می‌کرد. بیه پیش (به مرکزیت لاهیجان)، عموماً شیعه، و تحت فرمان کارکیا میرزا علی، سیدی از خاندان شیعه زیدی امیرکیایی، خانواده‌ای از نسبتاً نوپادشاهان، بود، گرچه هیچ‌یک از اعضای آن هم در داشتن ادعای اصل و نسب ساسانی شک نداشت.
فرمانروایان بیه‌پیش و بیه‌پس، جدا از روابط خانوادگی و اتحاد گهگاهشان، اغلب در حال جنگ بودند. بیه پیش در زمان میرزا علی، که قدرت برترش اغلب عملاً توسط فرمانروای بیه پس و غرب مازندران تصدیق می‌شد، به اوج خود رسید. میرزا علی به امیره اسحاق، که خواهرش را به ازدواج او درآورده بود، علاقه ویژه‌ای ابراز می‌کرد. به هرحال، اولین تخم دشمنی بین دو فرمانروای بیه پیش و بیه پس در سال ۸۹۹ شمسی کاشته شد، وقتی امیره اسحاق، که در ظاهر روابط دوستانه‌ای با الوند بیگ، شاهزاده آق قویونلو داشت، سعی کرد شاه آینده، اسماعیل را در راهش از گیلان به اردبیل بدزدد.
پس از جابجایی تخت نشینان آق قویونلو که تضعیف دربار تبریز را به دنبال داشت، آتش فروختهٔ میرزا علی دگر باره شعله‌ور شد و او را بر هجوم به منطقهٔ تارم و باز پس گرفتن آن سامان از دست ترکمن‌ها برانگیخت. از این روی بین وی و رستم شاه آق قوینلو (۹۰۳–۸۹۷ ه‍.ق) دشمنی ایجاد شد. این دو همواره علیه هم فعالیت سیاسی و نظامی انجام می‌دادند. مهم‌ترین نتیجهٔ این دشمنیها، فتح قلعهٔ تارم توسط رستم شاه بود. در سال ۸۹۸ ه‍.ق مخالفت‌های کارکیا میرزا علی، کشتار ترکمنهای بایندری در قزوین وری، هم‌چنین غارت سلطانیه توسط میر عبد الملک حسین سیفی، باعث تیره شدن روابط آل کیا با رستم شاه آق قویونلو شد. به دنبال این وقایع، رستم شاه تصمیم گرفت دست به اقدامی تلافی‌جویانه بزند. پس ایبه سلطان را برای غارت گیلان فرستاد. وقتی سپاهیان دو طرف در حوالی قزوین، در کوه لاره پشم در بادک منزل باهم مصادف دادند، میر عبدالملک از مقابل سپاه ترکمن متواری شد. بدین ترتیب، نواحی رودبار لمبسر به غارت آق قویونلوها درآمد و بسیاری از افراد آل کیا هلاک شده و از سرهای بریدهٔ کیاییان کله‌منار ساخته شد. ایجاد این کله منار، پایان خصومت نظامی آق قوینلوها و کیاییان بود. به این شکل، هرچند نزاع رودرروی این دو قدرت به پایان رسید، ولی این پایان، نتایج مهمی به دنبال داشت که مهم‌ترین آن‌ها، تبدیل سرزمین گیلان به منطقهٔ ضد آق قویونلو بود. این مسئله، سیاست ضدیت آل کیا با آق قویونلو را مشخص کرد. کیاییان در راستای مخالفت با قدرت سیاسی آق قوینلو، از نهضت صفویه حمایت کردند.
شاه اسماعیل صفوی جوان، بنیان‌گذار سلسله صفوی، به گیلان پناه آورد، جایی که در آن شش سال (و به گفته لاهیجی هشت سال) ماند، قبل از این که فروپاشی امپراطوری آق قویونلو، که به او فرصتی که دنبالش بود تا تخت پادشاهی ایران را در سال ۹۰۵ شمسی تصاحب کند را داد. اسماعیل از ماندن نزد امیره اسحاق، فرمانورای رشت، که توسط مشاوران برای او تعیین شدن اجتناب کرد، احتمالاً به خاطر این که نمی‌توانست به یک سنی اعتماد کند. به هر حال، او به آسانی، دعوت حاکم عالی مقام وقت گیلان، کیا میرزا علی شیعه از لاهیجان را، که با آق قویونلو بارها جنگیده بود، پذیرفت. او با محفل صفوی مرتبط بود. رستم بیگ شاهزاده آق قویونلو بارها روش‌های صلح‌آمیز را همانند روش‌های نظامی، برای تسلیم کردن اسماعیل آزمود، ولی میرزا علی هرگز تسلیم نشد.
اهمیت تاریخی خاندان آل کیا در این برهه، این است که کارکیا میرزا علی در مقابله با رستم شاه آق قوینلو، از اسماعیل میرزای صفوی حمایت و او را در گیلان مخفی کرد. سیاست کارکیان در این واقعه، دو جانبه بود. او از یک طرف، از جمله مریدان پدر و جد اسماعیل صفوی بود و از طرف دیگر نمی‌خواست خشم آق قویونلوها را برانگیزد و گرفتار تاخت و تاز آنان شود. به آن دلیل، زمانی که سپاهیان رستم شاه در جستجوی اسماعیل میرزای صفوی وارد گیلان شدند دستور داد که قفس بزرگی فراهم کنند و اسماعیل را درون آن قرار دهند و از درخت آویزان کنند. کارکیا سپس سوگند یادکرد که «... پای چنین کسی روی خاک قلمرو او نیست…».
در سال ۹۰۷، میرزا علی از امیره اسحاق خواست که عباس، فرمانده ارتشش را، که میرزا علی به او به خاطر ریاکاری اش در جریان محاصره ساری، داشتن عقاید افراطی سنی، و ترتیب دادن معاهده صلح بین امیره اسحاق و الوند بیگ آق قویونلو مشکوک بود، برکنار کند. به هر حال، به نظر می‌رسد دلیل اصلی، توانایی اثبات شده عباس و برادران اش به عنوان رهبران نظامی ممتازی بود که میرزا علی نمی‌توانست بر آنان چیره شود. امیره اسحاق، از اجابت کردن سر باز زد و در نبرد سفیدرود، نیروهای بیه پیش تار و مار شدند و بر اساس مفاد یک معاهده صلح در همان سال، کوچصفهان، به امیره اسحاق حاکم بیه پس در فومن واگذار شد. از ۹۰۷، کوچصفهان، که بر سر اش جنگ‌های بسیاری انجام گرفت که همه گیلان را ویران کرد، مایه دودستگی بین این دو شد. جیهان و رحمت آباد هم بعد از یک شکست دیگر در سال ۸۰۹ از دست رفتند، شکستی که در آن به خصوص لاهیجان به شدت آسیب دید. عباس سر فرمانده بیه پیش را برای مراد خان آق قویونلو فرستاد، و زنان و کودکان بیه پیش را به بیه پس اخراج کرد، جایی که آن‌ها تا پایان معاهده صلح نگه داشته شدند، تا این که او آن‌ها را به بهای بازار برده‌ها، به شوهران و پدرانشان فروخت.
امیره اسحاق در همان سال درگذشت، و پسر و جانشین اش امیره علاء الدین، که علی الظاهر از قضیه دردناک کوچصفهان آگاه بود، که امرای بیه پیش آن را دارایی با ارزش خود می‌دانستند، و سعی می‌کردند تا آن را به میرزا علی برگردانند، ولی او قبل از این که مقدمات بتواند آماده شود کشته شد.
میرزا علی بیه پیش را به اوج قدرت اش رهبری کرد، و چندین ستیزه بر سر قزوین علیه آق قویونلو را برد، و قلمرو اش را به تهران و شهریار گستراند، و در زمان‌هایی تا جاهایی به دوری ساوه در جنوب، رخنه کرد. او معتقد بود یک نمایش نیرو همراه با اصول حکومت مؤثر است. به رحم چندانی علیه دشمن اعتقاد نداشت. اردوکشی‌های بی پایان که اغلب همراه با چپاول، آتش زدن، ویران کردن و… بود، کل منطقه را ویران کرد و همه منابع بیه پیش را تا جایی تهی کرد که لشت نشا دیگر قادر به تحمل مخارج حاکم نبود و همه بیه پیش قادر به فرستادن دو هزار تومان خراج تقاضا شده توسط شاه اسماعیل به عنوان مشتلق پیروزی اش بر ازبک‌ها در خراسان نبود.
میرزا علی طی یک کودتای بدون خون‌ریزی در رانکوه توسط برادرش کارکیا سلطان حسن اول، حاکم لشت نشا، که به یک توافق مخفیانه با حسام الدین، فرمانروای فومن کرده بود، برکنار شد. حسام الدین به هر حال، حاضر نشد به تعهد اش عمل کند و در عوض خواست که میرزا علی به عنوان گروگان به سوی او فرستاده شود. وقتی خواسته او رد شد، او رانکوه را تاراج کرد. سلطان حسن همچنین موفق نشد حمایت برادران اش، به خصوص سلطان هاسم که نامزدی اش توسط میرزا علی برای جانشینی او دلیل اصلی کودتا بود را، به دست آورد. ناامید از ایستادگی خصمانه و مخالفت‌آمیز حسام الدین، و با احساس ناامنی از حکومت خود، سلطان حسن، دو بار فرزند خود، سلطان احمد را برای شفاعت به بارگاه فرستاد. شاه اسماعیل اول یک امیر با ارتش را برای نشاندن بحث‌ها فرستاد، ولی حضور ارتش صفوی مشکلات بیشتری ایجاد کرد. وقتی فرستاده دوم شاه اسماعیل به حسام الدین هم دست خالی برگشت، پادشاه به شیخ نجم الدین مسعود رشتی، فرمانده جدید خود، دستور داد تا بین این دو حکمیت کند. نماینده شیخ نجم الدین و نماینده حسن با هم به فومن رسیدند و هر دو به فرمان حسام الدین دستگیر شدند.

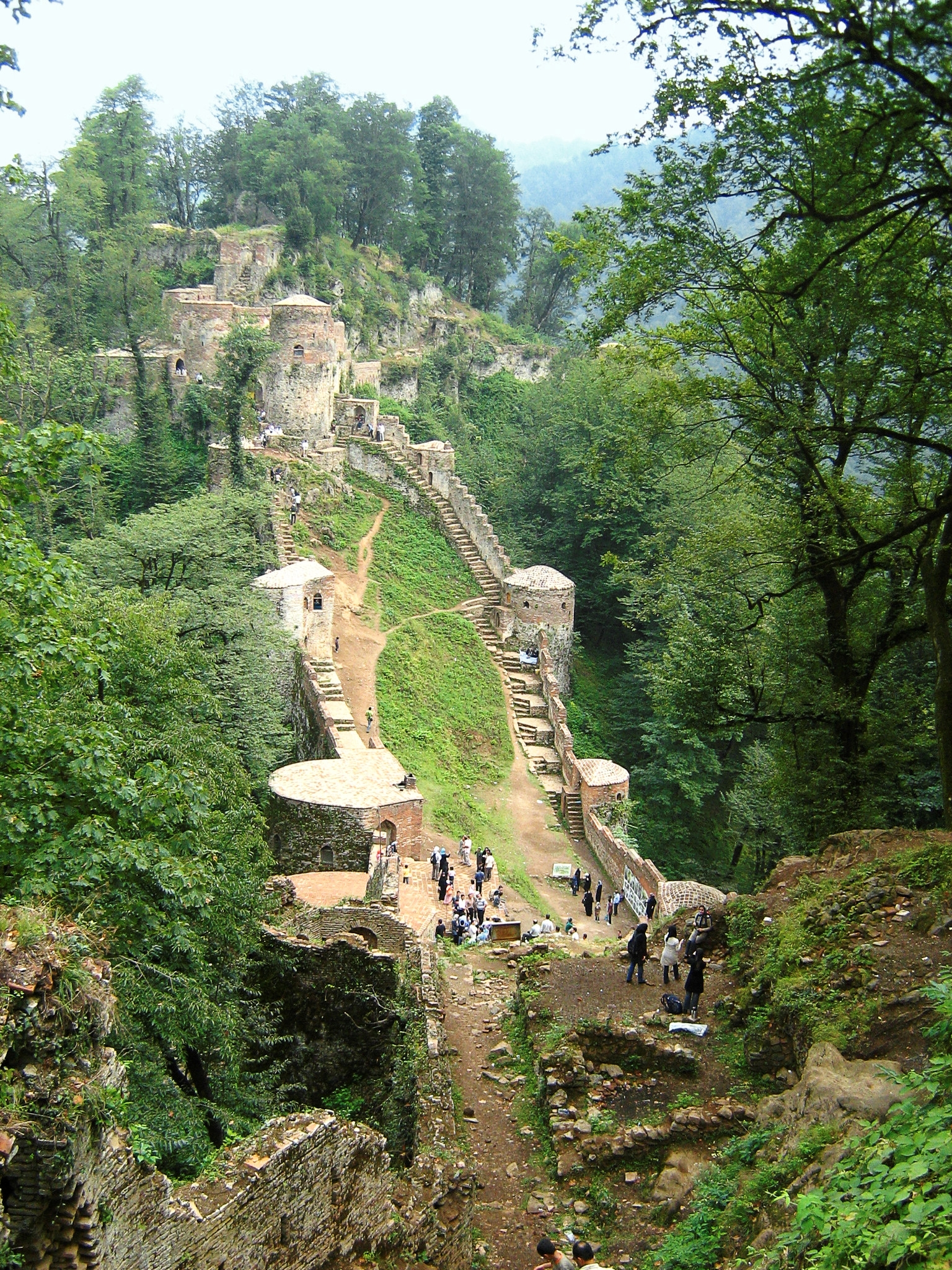
قلعه رودخان در سال ۹۱۸ تا ۹۲۱ هجری قمری برای سلطان حسام‌الدین امیره دباج بن امیر علاءالدین اسحاقی تجدید بنا شده‌است

شاه اسماعیل، خشمگین از تمرد حسام الدین که به نظر می‌رسید خراج منظم را هم نپرداخته بود، تصمیم گرفت او را مجازات کند. یک ارتش صفوی از گیلان عبور کرد و شروع به تاراج این دیار کرد. گسکر و کوچصفهان فتح شدند، و ارتش وانمود کرد به سوی رشت حرکت می‌کند. شاه شخصاً به نیروها در کوچصفهان پیوست. حسام الدین، که به خوبی از بی رحمی شاه اسماعیل در مجازات دشمنان شکست خورده آگاه بود، که تلاش کرد تا شاه را راضی کند، از شیخ نجم الدین که در عین حال از حسام الدین هدایای باارزشی گرفته بود و هم دیگر توان تحمل باران‌های پیوسته را نداشت، خواست تا اردوکشی را خاتمه دهد. او ناگهان منطقه را ترک کرد، ارتش را باقی گذاشت و به شیخ نجم الدین اجازه داد مسئله را بین این دو را طبق صلاحدید خودش فرونشاند.
در همین زمان، میرزا علی که از وفاداری سلطان حسن مطمئن نبود، طی پیمانی مخفیانه با برادران اش، و مسئولان سابق دربار اش، سلطان حسن را کشت، ولی روز بعد خودش توسط اشراف وفادار به سلطان حسن کشته شد. پسر حسن، کار کیا احمد، که آن زمان در اردوگاه بود، فقط برای استفاده از توانایی‌های خود به عنوان یک رئیس بی نفوذ به لاهیجان برگشت. قدرت حقیقی توسط وزیر سدید اداره می‌شد، کسی که شاهزاده جوان را به طرزی روشمند با حذف هواداران اش و برگماشتن خویشان و شرکای خود بر مناصب کلیدی، ایزوله کرده بود. او برای پیمودن راه خود برای قدرت خودش به عنوان فرمانروای مطلق، فرستاده‌ای به سوی حسام الدین فرستاد و به او قول صلح را داد تا همکاری با او برای حذف سلطان احمد به نفع خودش را تضمین کند. علاوه بر این، او همچنین رابطه‌ای دوستانه با محرم اسرار قدرتمند شاه، شیخ نجم الدین برقرار کرد، و از طریق او یک فرمان سلطنتی به دست آورد که به او اجازه می‌داد به دلخواه خود بکشد.
سدید به شیخ نجم الدین وقتی برای حکمیت آمد، از پیمان خود با حسام الدین اطلاع داد. شیخ نجم الدین، که اهل بیه پس بود و بنا بر گفته لاهیجی، به خاطر جان خودش می‌ترسید، تسلیم همه خواسته‌های حسام الدین شد، و حتی قول لشت نشا، زادبوم سنتی سلطان احمد را به او داد. احمد خان چاره‌ای جز پذیرفتن نداشت زیرا پیمان صلح تصریح می‌کرد که سدید تنها نماینده دربار در صورت هر نوع عدم توافق بین او و سدید بود. سلطان احمد در نهایت موفق شد در سال ۹۱۲ سدید را وقتی او در حال خواب بود بکشد. مرگ سدید خصومت نجم الدین، که تصمیم گرفته بود سلطان احمد را با تقاضای خراج، فرستادن او به بارگاه و تلاش برای مخالف ساختن شاه اسماعیل با او، مجازات کند، را برانگیخت. موارد متعددی فرمان‌های سلطنتی به دست دو طرف رسید که یکی یا دیگری را به حکومت لشت نشا تعیین می‌کرد، و در همین زمان، لشت نشا توسط حسام الدین ویران شد. مرگ شیخ نجم الدین در سال ۹۱۵ حسام الدین را از متحد قدرتمندش محروم کرد. سال بعد، سلطان احمد با هدایایی گرانقیمت برای شاه اسماعیل، به بارگاه رفت که در نتیجه او را به عنوان فرماندار کل ناحیه خزر از آستارا تا استرآباد منصوب کرد.

## حکمرانی امیره دباج
امیره دباج، جانشین پدرش حسام الدین شد. او احتمالاً در واکنش به روابط خوب سلطان احمد خان، ولی به احتمال بیشتر چون در توافق مخفیانه با دربار عثمانی بود، خود را آن قدر قوی می‌یافت که ملزومات وفاداری به شاه اسماعیل را به جا نیاورد. (دم از استعداد و استقلال می‌زد و لوازم اطاعت و انقیاد به عمل نمی‌آورد، اینالچیک به گیلان به عنوان یک ایالت مرزی خودمختار در امپراطوری عثمانی اشاره می‌کند). در ۹۲۵، شاه اسماعیل به احمد خان و برخی از حکام محلی مازندران و رستم دار، از جمله دورمش خان، و زینال خان شاملو، دستور داد بیه پس را فتح کنند. امیره دباج، تصمیم گرفت به جای مواجهه به تنهایی با سپاه صفوی، هدایایی به دربار بفرستد، و تقاضای بخشایندگی کند و در همان زمان از احمد خان که در آن زمان در اردوگاه سلطنتی بود خواهش کند، تا پادرمیانی کند. شاه اسماعیل که هیچگاه از شکست در چالدران بهبود نیافت، و احتمالاً از روابط دباج با سلطان سلیم آگاه نبود، او را بخشید. امیره دباج سکه‌هایی به نام شاه اسماعیل زد و یک سال بعد از دربار بازدید کرد، که در آن موقع لقب مظفر سلطان را دریافت کرد و دختر شاه اسماعیل به همسری او درآمد.
در ۹۳۵ خان احمد خان به قزوین، پایتخت، رفت تا تابعیت خود را به شاه طهماسب جوان اعلام کند. به ترغیب شاه طهماسب، او مذهب زیدی خود را ترک کرد و شیعه اثنی عشری را پذیرفت، مذهبی که او تلاش کرد پس از بازگشت اش به گیلان، بر رعایای اش تحمیل کند. پس از یک دوره حکومت سی سال و دوماهه، احمد خان در شعبان ۹۴۰ درگذشت. جانشین او کارکیا حسن بود، که در ۹۴۳ بر اثر طاعون درگذشت. پسر حسن، احمد، که بعدها به عنوان خان احمد خان (۹۴۴–۱۰۰۰) شناخته شد، که در زمان مرگ پدرش فقط یک سال داشت، توسط امیره عباس، یکی از اعیان محلی که در آن زمان در قدرت بود، فرمانروای بیه پیش اعلام شده بود.
در جنگ داخلی پس از مرگ شاه اسماعیل اول بین گروه‌های رقیب قزلباش، مظفر سلطان که با وجود ازدواج با خواهر شاه رابطه دوستانه‌ای با دربار نداشت، از استاجلوها شورشی علیه قوای دیوسلطان، امیرالمرا که به نام شاه جدید طهماسب جوان عمل می‌کرد حمایت کرد. پس از سرکوب شورش مظفر سلطان هراسان از انتثام شاه تهماسب به خاطر حمایتش از امرای شورشی، و یحتمل ارتباط با دربار عثمانی که به گیلان، منبع تولید ماده خام برای صنعت پررونق ابریشم عثمانی چشم داشت، مصمم به براندازی قدرت صفوی شد. بنا به گفته قاضی احمد تماسهایی با دیکر دشمن شدید صفویان به نام عبیدالله خان حاکم ازبک بخارا هم برقرار کرده بود. او پس از مرگ همسرش در ۹۳۸ کاملاً از دربار صفوی جدا شد و در جریان اشغال آذربایجان توسط سلطان سلیمان عثمانی در ۹۴۰، به امید این که سلیمان به زودی بر سلطنت صفوی پایان دهد، در راس ارتشی ۸۰۰۰ نفری به او پیوست. سیاست زمین سوخته شاه تهماسب که نمی‌خواست نبرد مخرب چالدران را تکرار کند، علاوه بر سرمای زودرس شدید آن سال، قشون عثمانی را مجبور به عقب‌نشینی کرد. مظفر سلطان هراسان و در ناامیدی به گیلان برگشت، ولی پیش از رسیدن به رشت، تختگاه حکومت، مورد حمله یکی از همراهانش، امیره حاتم کهدم قرار گرفت و شکست خورد. او گیلان را ترک کرد و به سلطان خلیل حاکم وقت شیروان پناه برد که او هم با یک دختر شاه اسماعیل ازدواج کرده بود. سلطان خلیل به زودی در جمادی‌الاول ۹۴۲ در گذشت و مظفرسلطان به تبریز برده و ۷ ربیع‌الثانی ۹۴۷/۱۷ فوریه ۱۵۳۷ در ملأ عام زنده زنده به دستور شاه تهماسب سوزانده شد. اندکی بعد رستم فومنی، یکی از امرای سابق عالی‌رتبه مظفرسلطان به امیره حاتم حمله و او را که خود را در بیه پس مستقر کرده و به نام خود سکه ضرب کرده بود اسیر کرد. امیره حاتم در زنجیر به دربار فرستاده شد، ولی نهایتاً از او عذرخواهی شد و به کرمان فرستاده شد.

## حکمرانی خان احمد خان

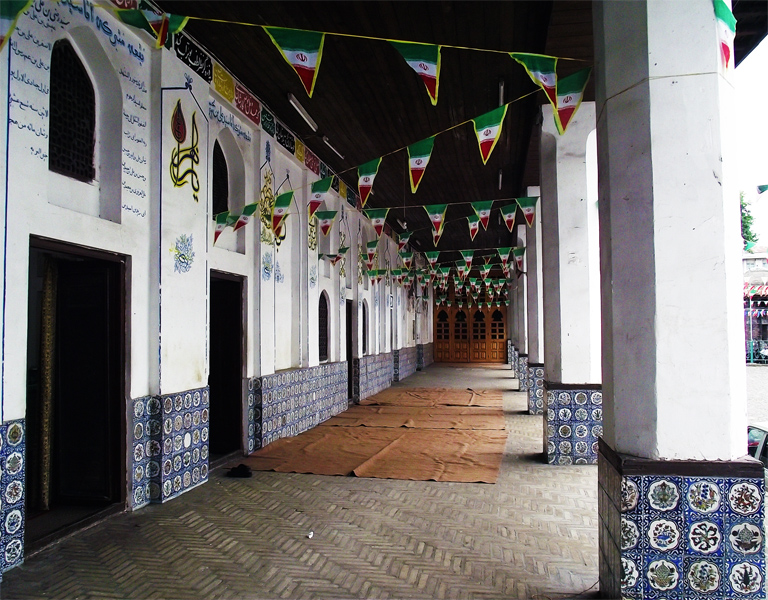
مسجد چهار پادشاهان در لاهیجان بقعه چهار تن از شاهان کیایی بیه پیش است.

پس از مرگ کارکیا حسن در ۹۴۴، کیا خور کیای طالقانی وکیل سابق او شاه تهماسب را متقاعد کرد برادرش بهرام میرزا را در راس ارتشی بزرگ به حکومت گیلان بفرستد. بهرام میرزا در دیلمان استقرار یافت و جندماه بعد کیا خور کیا را، که بسیار مورد احترام مردم گیلان بود زندانی کرد. مردم شوریدند و شاهزاده را شکست دادند و او به قزوین فرار کرد. در ۹۴۵ خان احمد خان فرمانروای خردسال بیه پیش، فرمانی سلطنتی دریافت کرد که بیه پس را هم به قلمرو اش ضمیمه می‌کرد، نتیجتاً او را تنها فرمانروای گیلان می‌کرد. قساوتهای سپاه بیه پیش و وضع بحرانی پیش آمده در پی اشغالگری آنان منجر به دعوت مردم بیه پس از امیره شاهرخ، فامیل دور مظفرسلطان مقیم در خلخال برای به دست‌گیری حکومت بیه پس شد. او در شوال ۹۵۰ وارد گیلان شد و به نام شاه تهماسب سکه ضرب کرد. او قبلاً هفت سال حکومت کرده به که به دلیل شکایت‌های خان احمد خان به دربار فرستاده شده بود. امیره شاهرخ که با توطئه‌های خان احمد خان که می‌خواست باز حکومت بیه پس را بر عهده بگیرد مواجه بود و یارای برآوری نیازهای مالی قزلباشان را نداشت به‌طور سری گیلان را ترک کرد؛ ولی توسط قشون تعقیب‌کننده اش دستگیر و در به همراه همه دلالانش اعدام شد. سپس در بیه پس آشوب کامل حکمفرما شد و کودکان دزدیده می‌شدند و به بردگی فروخته می‌شدند. نهایتاً شاه تهماسب حکومت بیه پس را به سلطان محمود یک پسر مقیم خلخال مظفرسلطان و کارکیا سلطان به عنوان وکیلش سپرد. آن‌ها در ۹۶۵ به رشت رسیدند ولی اندکی بعد کارکیا احمد با امید تضمین کردن حکومت بیه پس برای خود به دربار شکایت برد که سلطان محمود مناسب حکومت نیست. شاه تهماسب هر دو را به دادگاه فرستاد؛ محمود به تبعید به شیراز فرستاده شد که به تحریک خان احمد خان توسط محمد بن غیاث الدین منصور شیرازی که به عنوان مربی اش گماشته شده بود مسموم شد.
حالا دیگر خان احمدخان فرمانروای بزرگ بیه پس علاوه بر بیه پیش بود. شاه تهماسب برای کاهش قدرت او که نشانه‌هایی از نافرمانی نشان داده بود و برای بیست سال به دربار نرفته بود حکومت را به جمشید خان پسر مظفرسلطان و نوه خودش داد. هم‌زمان به خان احمد خان فرمان داده شد که گسکر را به ارباب سابقش امیره ساسان که خان احمد خان آنجا را از چمگش درآورده بود واگذار کند. خان احمد خان بیه پس را واگذار کرد ولی با ادعای این که کوچصفهان همواره جزء بیه پیش بوده از واگذاری آن امتناع کرد (کوچصفهان در ۸۸۲ در دوره حکومت سلطان محمد بیه پس به آن ملحق شد و در ۹۰۷ باز بدان پیوست) شاه برای سرکوب شورش او یکی از معتمدینش یولقلی بیک ذوالقدر را به مأموریت صلح به گیلان فرستاد. در ذوالحجه ۹۷۴ امیره ساسان در یک حمله غافلگیرکننده در نزدیکی سیاه رودبار توسط شاه منصور لاهیجی فرمانده نظامی لاهیجان و حاکم کوچصفهان تار و مار شد. یولقلی بیک ذوالقدر نماینده شاه، که در رشت بود با عده‌ای از وکلایش کشته شد و سرش برای خان احمد خان که پیروزمندانه وارد رشت شد فرستاده شد. شاه تهماسب که هنوز به امید راه حلی صلح‌آمیز بودنامه‌ای تهدیدآمیز برای خان احمدخان فرستاد و در آن جرم‌های او و اقدامات آشوبگرانه اش را برشمرد ولی به او در صورت رفتن به دربار قول بخشش داد. خان احمد خان در پاسخ از نرفتن به دربار به مدت ۲۰ سال عذرخواست ولی اجابت نکرد. او دلیل غیبتش را خواسته‌های گزاف امرای قزلباش و دبیران دیوان دانست. سپس شاه که از قبل از نقش منفی او در مسموم کردن سلطان محمود و این که چندین فرستاده سلطنتی برای دستگیری غیاث الدین منصور که در پناه خان احمد بود دست خالی از پیش او برگشته بودند، عصبانی بود به امرایش دستور داد به گیلان بروند و او را دستگیر کنند. خان احمد سپاهش را منظم کرد و برای نبرد آماده شد ولی سپاهش تحت هدایت کیا رستم حاکم نظامی رشت شکست خورد و او متواری شد. ارتش صفوی قساوتهای بسیاری در گیلان مرتکب شد، یکسره اموال را غارت و تخریب کرد و مردم را در جستجوی خان احمد کشت. او نهایتاً دستگیر و در قلعه قهقهه آذربایجان زندانی شد. او در آنجا با شاهزاده اسماعیل، شاه اسماعیل دوم بعدی دوست شد، که در نتیجه آن شاه تهماسب هراسان از شورش در قلعه، خان احمد خان را به قلعه استخر در فارس فرستاد که در آنجا ده سال ماند.
پس از برکناری خان احد خان بیه پس در دوره جمشید خان که وارد فومن شد و با دختر شاه تهماسب بعداً ازدواج کرد از یک دوره صلح برخوردار شد. الله قلی بیگ سلطان استاجلو که خان احمد را دستگیر کرده بود به عنوان للهٔ شاهزاده محمود میرزا با حکومت لاهیجان پاداش گرفت و بقیه بیه پیش بین دیگر امرای قزلباش تقسیم شد. حکمرانی سختگیرانه امرا که نیازهای زیاد آنان انگار به پایان نمی‌رسید نهایتاً منجر به خیزش مردمی در ۹۷۹ در لاهیجان شد. مردم قلعه لاهیجان را در نبود الله قلی سلطان مورد حمله قرار داده همه از جمله زنان و کودکان را کشتند و همچنین امیره ساسان حاکم گسکر را شکست دادند. قیام وقتی رهبرش یک دباج، در نبرد با سپاه اعزامی از سوی شاه تهماسب کشته شد پایان یافت.
خان احمد خان تا ۹۸۵ که شاه جدید سلطان محمد خدابنده به پیشنهاد ملکه اش که خویش نزدیک خان احمد و قدرت اصلی بود او را از استخر آزاد کرد و قلمروی سابقش در بیه پیش را بدو داد در زندان ماند. فرمان قبلی آزادی خان احمد خان را شاه اسماعیل دوم شاه قبل از خدابنده صادر کرده بود ولی مشخصاً مورد اجرا قرار نگرفته بود.
بازگشت خان احمد خان، که هدف تنها حاکم گیلان شدن را از کف نداده بود آغازی بر دوره جدیدی از نزاع‌های بیرحمانه به مدت چهارده سال بود و حاکم شیروان را هم درگیر کرد. گیلان از قحطی شدید رنج می‌برد. خان احمد اندک مدتی پس از رسیدن به گیلان به بیه پس حمله کرد. قوای جمشید خان که دستور قتل‌عام همه سربازانش را داد و از سر آن‌ها مناره ساخت نیروهایش را تار و مار کردند. به‌هرحال این تلاش‌های مکرر او برای فتح یا اقلاً کنترل بیه پس را تمام نکرد. در همین زمان جمشید خان برکنار شد و دو ماه بعد در توطئه‌ای به طراحی سردارانش کشته شد. میرزا کامران کهدم رهبر کودتا که تلاش می‌کرد حکومت بیه پس را برای خود تضمین کند خزانه جمشیدخان را به عنوان هدیه به همراه نامه‌ای که جمشیدخان را متهم به پناه دادن به مقاصد شورشی می‌کرد به دربار فرستاد. او به مسؤولین دربار رشوه هم داد و تقاضای فرمان سلطنتی برای انتصاب به حکومت بیه پس را کرد. سلطان محمد خدابنده بی خاصیت که مشکلات بزرگتری در قلمروی خودش داشت او را به عنوان حاکم موقت بیه پس گمارد و به خان احمد که در صدد بازپس‌گیری کوچصفهان بود هشدار داد در امور بیه پس دخالت نکند. خان احمد که از میرزا کامران بیشتر از پیشینیانش می‌هراسید از دربار تقاضا کرد منطقه بین امرای قزلباش تقسیم شود. شاه که به خان احمد علاقه‌مند شده بود و از قتل جمشیدخان توسط میرزا کامران متنفر بود سلمان خان را به رشت فرستاد و بقیه بیه پس را بین چند امیر استاجلو تقسیم کرد.
در همین حین، شیرزاد ماکلوانی که ارتش بزرگی را حول مرد جوانی (قلندر پسر به گفته اسکندر بیگ) که به او محمود خان می‌گفت و مدعی بود پسر جمشیدخان فقید است جمع کرده بود میرزا کامران را از رشت بیرون رانده بود. شیرزاد با شاهزاده دروغین به رشت وارد شد ولی پس از این که دریافت سلمان خان در راس ارتشی رهسپار گیلان است وفاداری اش را به خان احمدخان اعلام کرد. درست در خارج رشت کشمکشی درگرفت که در آن شیرزاد اسیر شد و چند روز بعد کشته شد. امرای قزلباش که فاتحانه وارد رشت شدند ولی خود را بین جمعیتی بسیار متخاصم که آنان و سربازانشان را شب و روز مورد آزار قرار می‌دادند کاملاً جدا یافتند، پریشان و بی سامان به قزوین برگشتند. آنان ابراهیم خان، پسر جوان‌تر جمشید خان را با خود بردند و رشت را به محمد امین خان برادر بزرگش سپردند. مدتی بیه پس توانست از از یک دوره مختصر صلح برخوردار شود تا این که علی بیگ خان فومن، پسر وکیل سابق جمشید خان از قزوین برای تصاحب قدرت به عنوان امین محمد امین خان بازگشت. نزاع‌ها دوباره با شرکت قوای گسکر و تالش بالا گرفت و برای مدتی بیه پس بین دو مرکز رشت و فومن تقسیم شد (به ترتیب تحت نفوذ محمد امین و ابراهیم خان). پس از آن که منازعات نهایتاً تمام شد ابراهیم خان حکمران صوری و وکیلش علی بیگ حاکم واقعی بیه پس بودند در حالی که محمد امین خان که توسط خان احمد ربوده شده و برای مدت کوتاهی تحت حفاظتش حاکم رشت بود، در لشت نشا تحت حفاظت خان احمد پناهنده بود.

## فتح گیلان توسط شاه عباس
شاه بعدی عباس یکم که مصمم به تشکیل یک دولت مرکزی قوی برای همه ایران بود منتظر فرصت مناسب برای مقهور کردن خان احمد مستقل اندیش بود که با خواهر شاه ازدواج کرده بود. وقتی خان احمد از تسلیم کردن امرای خائن قزلباش که در گیلان به او پناه آورده بودند سرباز زد و در عوض ۱۵۰ تومان پول نقد فرستاد که خشم شاه عباس را برانگیخت فرصت مناسب فراهم آمد. مشغولیت قبلی شاه عباس با عثمانی و ازبکان در آن زمان موقتاً او را از برکنار کردن خان احمد بازداشت. عثمانی‌ها که آذربایجان و بخش بزرگی از ساحل غربی دریای خزر را در کنترل داشتند، ناوگان بزرگی در آنجا سازمان داده بودند که بهشان امکان برقراری یک خط ارتباطی مستقیم با خان احمد و حاکم ازبک بخارا را که به اشغال خراسان تشویقش می‌کردند، می‌داد. خان احمد هنگام رد پیشنهاد شاه عباس برای یک اتحاد جدید مبتنی بر ازدواج نمی‌توانسته بی‌خبر از حضور عثمانی در آن نزدیکی بوده باشد. پس از این که سلطان عثمانی که با جنگی با هابسبورگها مواجه بود پیمان صلحی با شاه عباس منعقد کرد (خان احمد از شاه بابت این پیمان در نامه‌ای که به او فرستاد انتقاد کرد) این وضعیت پایدار نماند ولی آذربایجان همچنان در دست عثمانیان بود و ازبکان به خراسان یورش می‌بردند. در ۹۹۹ شاه عباس پیشنهاد جدیدی برای اتحاد مبتنی بر ازدواج با خواستگاری از دختر جوان او برای پسرش صفی میرزا ارائه کرد که خان احمد ردش کرد. در سال بعد، وقتی شاه عباس فهمید خان احمد وزیرش را برای سازماندهی یک حمله مشترک هم‌زمان علیه خود به دربار عثمانی فرستاده تصمیم گرفت کار بنده سابقش را یک بار و برای همیشه یکسره کند. خان احمد در نومیدی، از تزار روسیه تقاضای حفاظت کرد، ولی پاسخ تزار نتوانست به موقع برسد و فرهاد خان قهرمانلو فرمانده سپاه آذربایجان دستور یافت گیلان را فتح کند. فرهاد خان از راه گسکر و آستارا وارد گیلان شد و به پشتیبانی قوای گسکر و بیه پس در ۵ شوال ۱۰۰۰/ ۱۵ ژوئیه ۱۵۹۲ قوای خان احمد را تار و مار کرد. سپاه صفوی در نمایش عادی بی رحمی اش زیاده روی کرد. بنا به روایت شاهد عینی اروج بیگ بیات حدود ۱۰۰۰۰ نفر که نصف آن‌ها زنان و کودکان بودند در یک شهر قتل‌عام شدند و همسر حاکم شهر زنده زنده سوزانده شد.
شاه عباس سعی کرد با اعضای عفو و حکومت بیه پیش به خان احمد، او را در ایران نگه دارد ولی او که آشکارا رفتار شاه عباس را با امیران خائن که به او روی آورده بودند به یاد می‌آورد با محمد امین به شیروان و از آنجا به امید استفاده از دربار عثمانی برای بازپس‌گیری قلمرو اش به استانبول گریخت. او آنجا در تبعید در ۱۰۰۵ درگذشت. چند روز بعد، شاه عباس وارد لاهیجان شد و کاخ خان احمد را کاملاً تخریب کرد، عفو عمومی اعلام کرد و مهدیقلی خان شاملو و علی بیگ سلطان را به عنوان فرمانداران بیه پیش و بیه پس منصوب کرد. خواجه مسیح وزیر سابق خان احمد که به دربار گریخته بود و بنا به گفته فومنی، آمر اصلی اشغال گیلان بود، با عنوان ریش سفید بیه پیش پاداش داده شد. او آداب و رسوم بی‌سابقه (امور-امبداعه:یعنی محروم کردن دختران از حق ارثشان) و همچنین مالیات‌های مرسوم و ناعادلانه مثل مالیات بر ازدواج و مرگ را که به‌طور سنتی از سوی حکام محلی جمع‌آوری می‌شد را منع کرد. (این مالیات‌ها باید پس از برکناری میرزا علی که آن‌ها را پس از به قدرت رسیدن لغو کرده بود دوباره برقرار شده بوده باشند).
یک سال بعد، شاه عباس مهدیقلی خان را پس از شنیدن شکایت از حکومتداری او برکنار کرد و دستور داد هر مالیات غیرعادلانه اعمال شده توسط خان احمد یا کسان پس از او لغو شود. نهایتاً در ۱۰۰۸ گیلان در سرزمین‌های خاصه که توسط وزیران اداره می‌شدند گنجانیده شد.
قیام غریب شاه
پایان این سلسله محلی موجب نشد مردم محلی مستقل-اندیش آن که اینک دیگر با خواسته‌های روزافزون مسؤولین غیربومی فرستاده شده از دولت مرکزی مواجه بودند به‌طور کامل فرمانبردار شوند. اقدامات نمایشی گاه‌وبیگاه شاه عباس برای کاهش فشار مالیات و التیام اشتباهات چندان موفق نمی‌شد قلب مردم گیلان را به دست بیاورد. قیام‌های مردمی به فاصله چند سال پس از فتح گیلان دوباره ظهور کردند و با وحشیگری معمول قزلباشان سرکوب شدند. قیام حمزه خان تالشی در قلعه شیندان در ۱۰۰۲، با قیام علی بیگ فومنی، فرماندار بیه پس و طالشه کولی در همان سال پی گرفته شد. در یک رخداد شاه عباس دستور قتل‌عام تمامی جمعیت لشت نشا را داد و در مورد دیگر او برای کشتن یکسره زنان و مردان دهات شورشی جلاد اعزام کرد. خطرناکترین شورش در ۱۰۳۸ در لشت نشا کوتاه مدتی پس از مرگ شاه عباس در همان سال رخ داد. با حکمرانی ظالمانه اصلان خان، وزیر گیلان مردم صبر از کف دادند و پیرامون یک کالنجار سلطان که از کوه‌ها ظهور کرده و مدعی پسر امیره جمشید خان فقید بیه پس بود جمع شدند. سپاه بزرگی (ده هزار نفر به گفته فومنی) از اجامره از او پیروی کرده او را به عنوان عادل شاه و غریبشاه، شاه اعلام کردند. خانه‌ها، مغازه‌ها، کاروانسراها، بازارها و اقامتگاه کلانتر لاهیجان و دفاتر دولتی غارت و تخریب شدند. عادلشاه نهایتاً از ساروخان تالش حاکم آستارا که از تالش پیشروی کرد و لشت نشا را ویران کرد شکست خود. او به هنگام ترک، دختران و زنانی را که سپاهش اسیر کرده بود با خود برد. عادلشاه دستگیر و به دربار فرستاده شد و آنجا اعدام شد.

## تالشها و صوفیه
حمدالله مستوفی در نیمهٔ نخست سدهٔ ۸ ه‍.ق دربارهٔ مردم تالش می‌نویسد: «مردم آنجا جنگی و مردانه باشند… و از مذاهب فراغتی دارند، اما به قوم شیعه و بواطنه نزدیک‌ترند». بدین‌سبب، از آغاز برآمدن شیوخ صفویه، مردم تالش نقش مهمی در به قدرت رسیدن آنان ایفا نمودند.شیخ صفی، سرسلسلهٔ این طایفه از جانب امرای تالش حمایت می‌شد و در حلقهٔ مریدان او شمار بسیاری از مردم تالش حضور داشتند. شیخ صدرالدین موسی فرزند و جانشین شیخ صفی که از ملک اشرف چوپانی بیمناک بود، نزد هواخواهان تالش خود پناه جست. در ۸۰۶ ه‍.ق/۱۴۰۳م تیمور پس از ملاقات با خواجه علی در اردبیل بسیاری از مزارع و روستاهای منطقهٔ تالش، از آن میان، آستارا و کرگان‌رود را در تیول خاندان او قرار داد. یکی از پسران خواجه علی به نام عبدالرحمان با خانوادهٔ خود در منطقهٔ تالش‌نشین گسکر اقامت دائمی گزید و در همان‌جا نیز درگذشت. در نخستین لشکرکشی شیخ حیدر به داغستان، بخش مهمی از سپاه او را تالشان تشکیل می‌دادند. در منابع از آنان با عنوان «آبی جامه» یاد شده‌است. پس از کشته شدن شیخ حیدر، پسرش اسماعیل که نوجوانی بیش نبود، جانشین او شد. در این زمان اسماعیل که در اردبیل به‌سر می‌برد، از بیم جان در خفا رهسپار گیلان شد. در این سفر دده بیگِ تالش از همراهان او بود و مردم تالش در سراسر مسیر اردبیل به لاهیجان، از او به گرمی استقبال و پذیرایی کردند. یکی از علل گرایش مردم تالش به شاه اسماعیل و صفویان، ضدیت آنان با شروانشاهان بود. تالش‌ها با آگاهی از دشمنی میان صفویان و شروانشاهان، رهایی خود را از استیلای آنان در قدرت گرفتن صفویان می‌دیدند. همراهی و پشتیبانی تالشها از حکومت صفویه موجب جلب اعتماد شاهان صفوی به آنان شده بود؛ این اعتماد به حدی بود که پس از سرکوب شورش غریب‌شاه در گیلان، همهٔ مردم گیلک‌نشین مناطق گیلان خلع سلاح شدند و از حمل هرگونه جنگ‌افزار منع گردیدند و فقط اجازه داشتند برای کارهای کشاورزی از داس استفاده کنند؛ اما تالشان مجاز به حمل هر نوع جنگ‌افزاری بودند.

## وابسته
- زیدیه در گیلان و مازندران